# Куликов Євген Леонідович
Євген Леонідович Куликов (нар. 25 травня 1946, Київ) — український скульптор і художник театру. Член-кореспондент Міжнародної академії творчості (з 1991 року). Член Американського біографічного центру (Кембридж). Лауреат Шевченківської премії за 1983 рік. Син архітектора Леоніда Куликова.

## Біографічні відомості
1970 року закінчив Київський художній інститут (нині Національна академія образотворчого мистецтва і архітектури). Фаху навчався в Михайла Лисенка.
Лауреат Шевченківської премії 1983 року — разом з Анатолієм Яворським, Вадимом Глибченком, Іриною Іваненко, Львом Новиковим, Віталієм Шклярем, Аркадієм Хабінським — за реставрацію у 1980–1982 роках Маріїнського палацу в Києві — пам'ятки архітектури XVIII століття.
Під час реставрації Маріїнського палацу виконав усі скульптурні композиції для головного фасаду будинку та фонтанів головного палацу. Вивчивши попередньо архівні документи, Євген Куликов на їх підставі відтворив на високому професійному рівні скульптурну композицію «Правосуддя та Милосердя» на головному фронтоні, а для фонтанів головного палацу зробив авторські копії двох фігурних композицій — «Амури, що борються за серце» та «Амури, які увінчують серце», за мотивами французького скульптора XVIII століття Жана-Батиста Пігаля та інші скульптурні роботи. Брав участь у створенні скульптурних композицій світильників сходів головного входу.
За проект пам'ятника Іванові Франку в Івано-Франківську відзначений премією на Республіканському конкурсі.
1995 року затверджений головним художником і керівником Міжнародної програми «Європа — Дім мистецтв». Міжнародний біографічний центр (Кембридж) визнав Євгена Куликова «Людиною року 1995—96».

## Твори
- «Фонтан» (1974, Суми)
- «Прометей» (1981, Київський політехнічний інститут)
- пам'ятна дошка кінорежисерові Феліксу Соболєву (1990)
- монументальне панно на фасаді замку у Віфлінгені (1994, Німеччина)
- портрет німецького письменника Ернста Юнгера в його прижиттєвий столітній ювілей

Як театральний художник Євген Куликов оформив вистави в Київському російському драматичному театрі імені Лесі Українки, Київському театрі поезії (1979–1983), в Московських театрах комедії та міміки і жесту (1985–1989). У 1997–1999 роках — у театрах Чехії — сценограф і художник костюмів у виставах «Дядя Ваня» Антона Чехова (1998, Національний моравсько-сілезький театр), «Електра. Метаморфози міфу» О. Мелешкіної (театр «Марта» в Брно), «Майстер і Маргарита» Михайла Булгакова (Національний театр, Прага).